# Adihalli (Krishnarajpet)
Adihalli là một làng thuộc tehsil Krishnarajpet, huyện Mandya, bang Karnataka, Ấn Độ.